# Мікросхеми розширення Super Nintendo Entertainment System

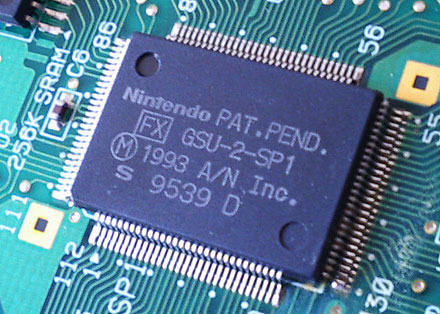
мікросхема Super FX в Super Mario World 2: Yoshi's Island

Мікросхеми розширення Super Nintendo Entertainment System — частина задуманого і реалізованого компанією Nintendo плану розвитку ігрової платформи Super Nintendo Entertainment System. Принципи та прийняті стандарти дозволили знизити вартість та швидкість розробки базової консолі та забезпечити довгостроковий розвиток та різноманітність функцій завдяки чипам, які іноді набагато потужніші за основні чипи обладнання SNES.
Всі ці різноманітні мікросхеми були встановлені в окремих картриджах для ігор. Щоб консоль розпізнавала наявність додаткових фішок в ігровому картриджі, передбачено 16 додаткових контактів.

## Super FX
Super FX — це 16-розрядний процесор RISC, розроблений Argonaut Games, який використовується у численних ігрових картриджах для виконання інструкцій, яких немає у основного процесора.

## C4 (CX4)

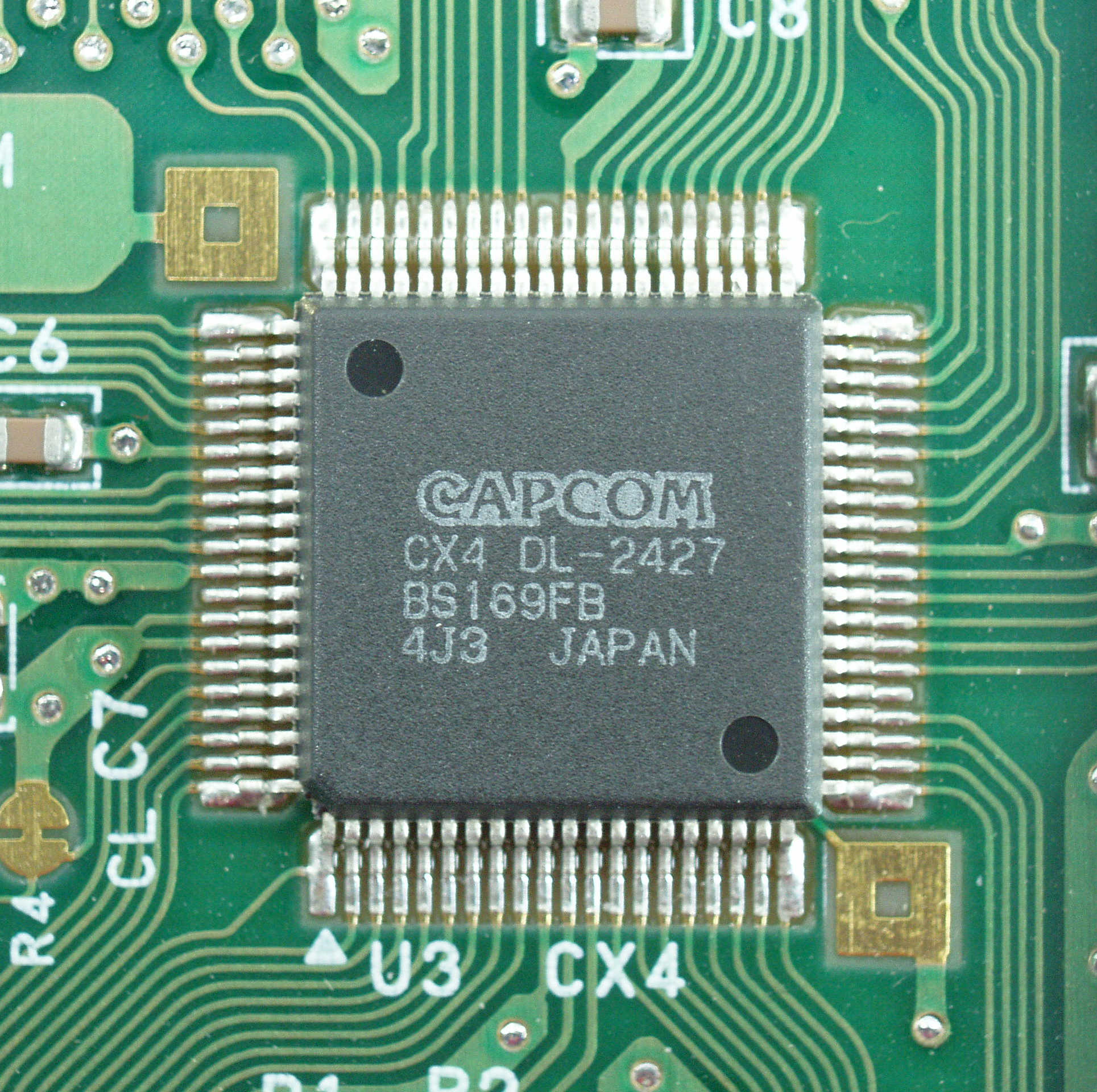
Cx4

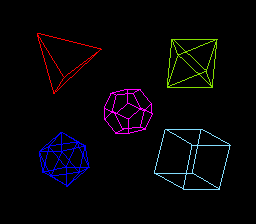
Екран тестування дротової клітки на CX4

C4 (також іноді його називають CX4) був електронним компонентом, мікросхемою, спеціалізованим математичним співпроцесором, який використовувався Capcom у своїй серії ігор Mega Man X для ігрової консолі Super Nintendo. Всього було випущено дві гри з чипом C4 — Mega Man X2 (1994) та Mega Man X3 (1995). Співпроцесор С4 найбільш відомий своїми ефектами векторної графіки, які можна побачити на кінцевих екранах двох ігор.

## DSP

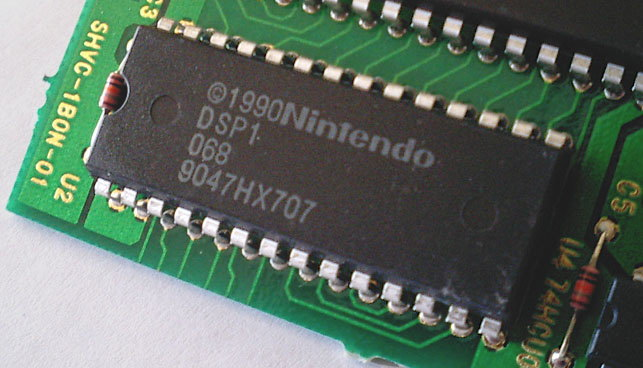
DSP-1 chip in Pilotwings

Цілий ряд цілочисельних процесорів цифрового сигналу був використаний для швидких векторних обчислень, перетворення форматів піксельної графіки, дво- та тривимірного перетворення координат та інших функцій.
Всього існує 4 версії мікросхем, фізично однакових, але з різними мікрокодами, вбудованими в них. Найбільш використовуваною була версія DSP-1, а пізніше — «1A die shrink», «1B bug fix»; DSP-2, DSP-3 та DSP-4 використовувалися в одній грі кожен.
Всі вони засновані на процесорі NEC μPD77C25 .

### DSP-1
DSP-1 є найбільш широко використовуваним DSP на SNES з більш ніж 15 різними іграми. Він працює як математичний співпроцесор у Super Mario Kart, Pilotwings, де потрібне масштабування та обертання режиму 7. Незважаючи на те, що всі розрахунки в ньому здійснюються з фіксованою точкою, це дозволяє виконувати швидкі обчислення плаваючих арифметичних і тригонометричних функцій, необхідних у 3D -алгоритмах.
Пізніші DSP-1A та DSP-1B виконують абсолютно ті ж функції, що і DSP-1. DSP-1A виготовляється на новому технологічному рівні порівняно з DSP-1, і помилки DSP-1B були усунені.

### DSP-2
DSP-2 присутній лише в порту SNES гри Dungeon Master. Його основне завдання — перетворення піксельної графіки Atari ST у формат SNES з ефектами динамічного масштабування та прозорості.

### DSP-3
DSP-3 — це додатковий чип, який використовується в єдиній японській грі Super Famicom, покроковій стратегічній грі SD Gundam GX. Бере участь у розрахунках наступного кроку штучного інтелекту, розпаковує код Шеннона-Фано та трансформує графічні формати.

### DSP-4
DSP-4 — використовується в картриджі Top Gear 3000. З його допомогою малюється гоночна траса, особливо коли вона розгалужується на кілька доріжок.

## Sharp LR35902
Основною фішкою Super Game Boy є Sharp LR35902, процесор ідентичний процесору Game Boy. Основний процесор SNES недостатньо потужний, щоб імітувати Game Boy у програмному забезпеченні, тому виробник фактично встановив усе обладнання Game Boy у картридж.

## MX15001TFC
Мікросхема виробництва MegaChips спеціально для картриджа Nintendo Power для Super Famicom. Ці картриджі постачалися з флеш-пам’яттю замість пам’яті масок для збереження ігор, завантажених за окрему плату зі спеціальних кіосків у Японії. Ця мікросхема забезпечувала кіоск — інтерфейс зв’язку та початкове меню для вибору гри. Деякі ігри були випущені як у картриджі з маскою, так і в завантажуваний формі, тоді як інші були доступні лише для завантаження. Ця служба була закрита 8 лютого 2007 року.

## OBC-1
OBC-1 — це співпроцесор маніпуляцій спрайтами, який використовується виключно в грі для пістолета Super Scope Metal Combat: Falcon’s Revenge — продовження Battle Clash.

## Rockwell RC2324DPL
Роквелл RC96V24DP — модем V.22bis 2400 біт/с, реалізований як єдиний чип VLSI, встановлений у картриджах XBAND (зазвичай зображуються як XB∀ND), що дозволяє користувачеві брати участь у онлайн-ігровій мережі для консолей (мережа працює в США на принаймні з листопада 1994 по 1996) .

## S-DD1

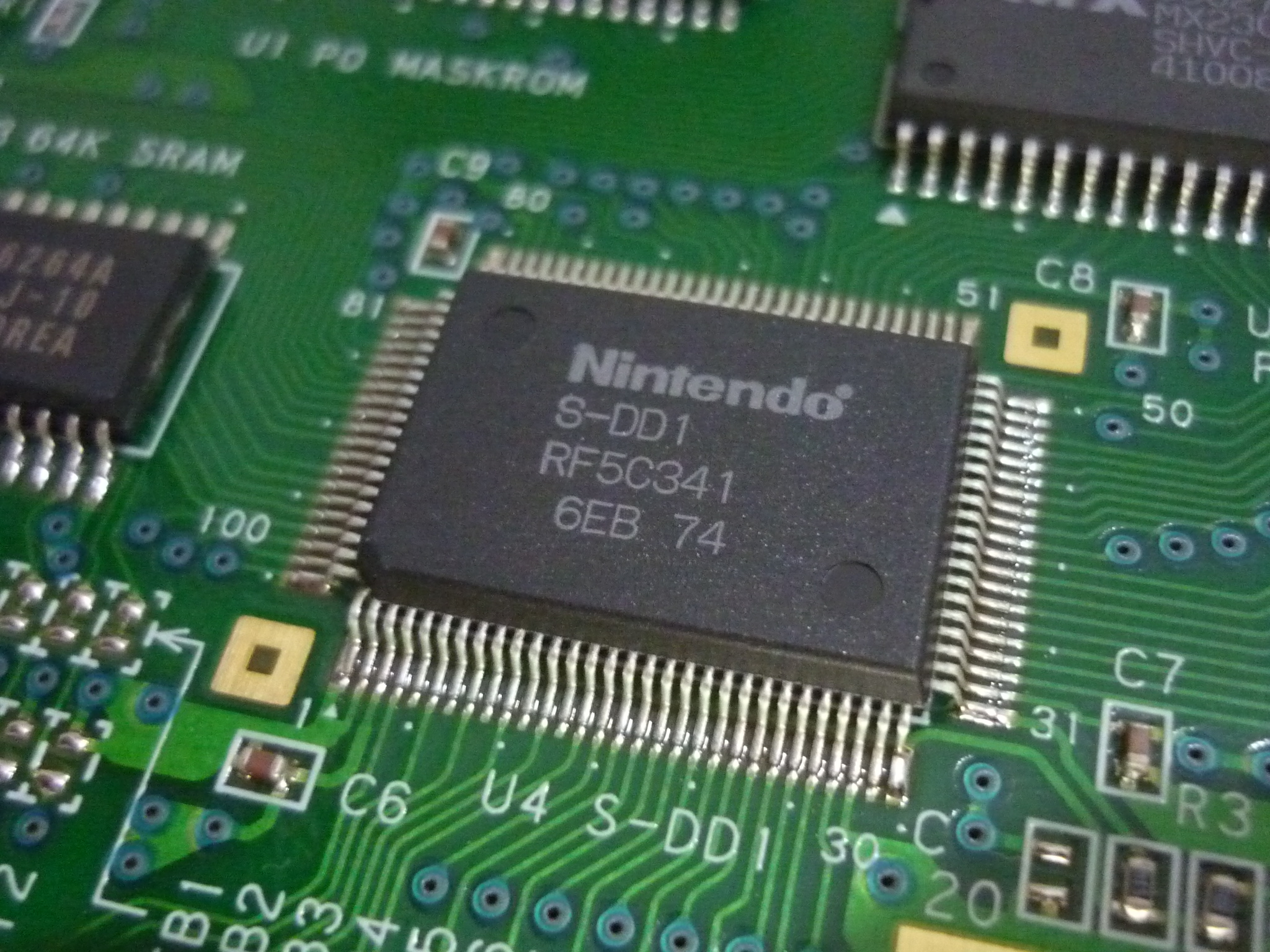
Мікросхема S-DD1 в Star Ocean

S-DD1 — це електронний компонент, мікросхема, спеціалізований апаратний декомпресор, розроблений Nintendo для використання в деяких іграх для його розважальної системи Super Nintendo.
Його здатність працювати з даними, стиснутими за допомогою алгоритму ентропії ABS без втрат, заснованого на арифметичному кодуванні, розробленому компанією Ricoh, була потрібна для ігор з великою кількістю графіки, яка не вміщалася в обмежений розмір ПЗУ (максимум 48 мегабіт) ігрового картриджа . S-DD1 зміг розкодувати стислі дані на льоту, безпосередньо передаючи їх на відеоконтролер консолі.
S-DD1 спілкується з основним процесором SNES (Ricoh 5A22) та ПЗУ картриджа гри через дві шини. У цьому випадку основний процесор міг би отримувати несжаті дані з ПЗУ картриджа, навіть якщо S-DD1 на той момент був зайнятий операцією декомпресії.
Всього було випущено дві ігри за допомогою S-DD1: Star Ocean і Street Fighter Alpha 2. Обидві були випущені в 1996 році.

## S-RTC
S-RTC — це чип годинника реального часу для гри Daikaijuu Monogatari II.

## SA1, SA1
Nintendo SA-1 (скорочення від Super Accelerator 1) — це мікропроцесор, розроблений Nintendo для використання в ігрових картриджах для його ігрової консолі Super Nintendo Entertainment System (SNES). По суті, SA-1-це вдосконалена версія сумісного з 65816 процесора, що працює паралельно з основним процесором SNES 5A22 (що також є варіантом процесора 65816). У той же час SA-1 не є підлеглим процесором для 5A22, кожен з них може викликати переривання один на одного незалежно один від одного.
Використовується в 34 іграх, включаючи популярну Super Mario RPG: Legend of the Seven Stars .

## SPC7110
Мікросхема для декомпресії даних, створена компанією Epson. Представлено у трьох іграх від видавця Hudson. Далекий Схід від Eden Zero також має чип годинника реального часу, доступ до якого здійснюється через SPC7110.

## ST

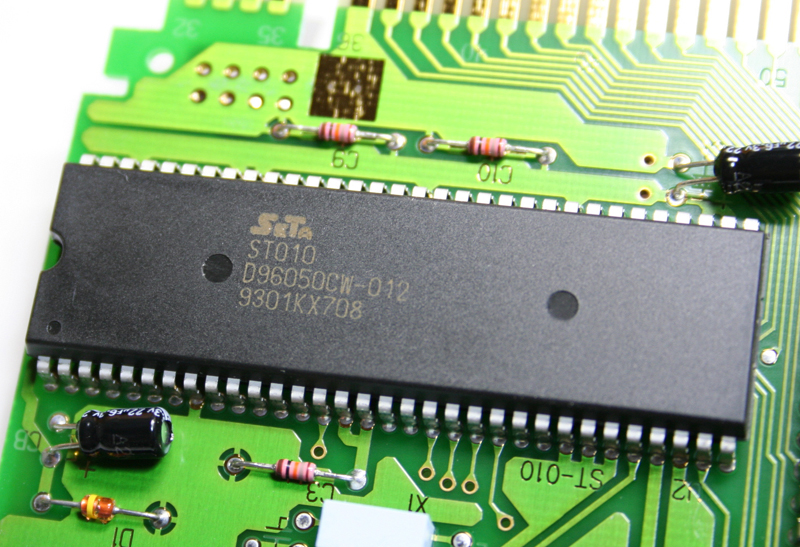
Мікросхема ST010 в картриджі Exhaust Heat II

Серія мікросхем, що використовуються компанією SETA для покращення функціональності процедур штучного інтелекту.

### ST010
ST010 — загальні характеристики та підтримка штучного інтелекту для ворожих автомобілів у F1 ROC II: Race of Champions. Процесор — NEC µPD96050.

### ST011
ST011 — це штучний інтелект у настільній грі Shogi в Hayazashi Nidan Morita Shogi. Процесор — NEC µPD96050.

### ST018
ST018 — штучний інтелект у Hayazashi Nidan Morita Shogi 2. Це 21,47 МГц, 32-розрядний процесор ARMv3.

## Список Super NES ігор з мікросхемами розширення
| Название                                                               | Микросхема     | Год  | Разработчик                   | Издатель                                  |
| ---------------------------------------------------------------------- | -------------- | ---- | ----------------------------- | ----------------------------------------- |
| Mega Man X2 NA EU Rockman X2 JP                                        | CX4            | 1994 | Capcom                        | Capcom (NA) (JP) (EU)                     |
| Mega Man X3 NA EU Rockman X3 JP                                        | CX4            | 1995 | Capcom, Minakuchi Engineering | Capcom (NA) (JP)                          |
| Soukou Kihei Votoms: The Battling Road                                 | DSP-1          | 1993 | Genki                         | Takara (JP)                               |
| Bike Daisuki! Hashiriya Kon - Rider's Spirits                          | DSP-1          | 1994 | Genki                         | NCS (JP)                                  |
| Final Stretch                                                          | DSP-1          | 1993 | Genki                         | LOZC (JP)                                 |
| Lock On NA EU Super Air Diver JP                                       | DSP-1          | 1993 | Copya System                  | Vic Tokai (US) SunSoft (EU)               |
| Michael Andretti's Indy Car Challenge                                  | DSP-1/1A       | 1994 | Genki                         | Bullet Proof Software (NA) (JP)           |
| Pilotwings                                                             | DSP-1/1B       | 1991 | Nintendo EAD                  | Nintendo (NA) (JP) (EU)                   |
| Shutokō Battle '94: Keichii Tsuchiya Drift King                        | DSP-1B         | 1994 | Genki                         | Bullet-Proof Software (JP)                |
| Shutokō Battle 2: Drift King Keichii Tsuchiya & Masaaki Bandoh         | DSP-1B         | 1995 | Genki                         | Bullet-Proof Software (JP)                |
| Suzuka 8 Hours                                                         | DSP-1          | 1993 | Arc System Works              | Namco (NA) (JP)                           |
| Super Air Diver 2                                                      | DSP-1          | 1995 | Copya System                  | Asmik (JP)                                |
| Super Bases Loaded 2 NA Super 3D Baseball JP Korean League KR          | DSP-1          | 1993 | TOSE                          | Jaleco (NA) (JP) (KR)                     |
| Super F1 Circus Gaiden                                                 | DSP-1          | 1995 |                               | Nichibutsu (JP)                           |
| Battle Racers                                                          | DSP-1          | 1995 | Banpresto                     | Banpresto (JP)                            |
| Super Mario Kart                                                       | DSP-1/1B       | 1992 | Nintendo EAD                  | Nintendo (NA) (JP) (EU)                   |
| Ace o Nerae! 3D Tennis                                                 | DSP-1A         | 1993 | Telenet Japan                 | Telenet Japan (JP)                        |
| Ballz 3D                                                               | DSP-1B         | 1994 | PF Magic                      | Accolade (NA)                             |
| Dungeon Master                                                         | DSP-2          | 1992 | FTL Games                     | JVC Victor (NA) (JP) (EU)                 |
| SD Gundam GX                                                           | DSP-3          | 1994 | BEC                           | Bandai (JP)                               |
| Top Gear 3000 NA EU The Planet's Champ TG 3000 JP                      | DSP-4          | 1995 | Gremlin Interactive           | Kemco (NA) (JP) (EU)                      |
| Metal Combat: Falcon's Revenge                                         | OBC-1          | 1993 | Intelligent Systems           | Nintendo (NA) (EU)                        |
| Asahi Shinbun Rensai: Katou Ichi-Ni-San Shougi: Shingiryuu             | SA1            | 1995 | Varie                         | Varie (JP)                                |
| Daisenryaku Expert WWII: War in Europe                                 | SA1            | 1996 | SystemSoft Alpha              | ASCII Corporation (JP)                    |
| Derby Jockey 2                                                         | SA1            | 1995 | Graphic Research              | Asmik (JP)                                |
| Dragon Ball Z: Hyper Dimension                                         | SA1            | 1996 | TOSE                          | Bandai (JP) (EU)                          |
| Habu Meijin no Omoshiro Shōgi                                          | SA1            | 1995 | Access                        | Tomy (JP)                                 |
| Hayashi Kaihou Kudan no Igo Oodou                                      | SA1            | 1996 |                               | Ask Kodansha (JP)                         |
| Itoi Shigesato no Bass Tsuri No. 1                                     | SA1            | 1997 | Dice, HAL Laboratory          | Nintendo (JP)                             |
| J.League '96 Dream Stadium                                             | SA1            | 1996 |                               | Hudson Soft (JP)                          |
| Jikkyou Oshaberi Parodius                                              | SA1            | 1995 | Konami                        | Konami (JP)                               |
| Jumpin' Derby                                                          | SA1            | 1996 | KID                           | Naxat Soft (JP)                           |
| Kakinoki Shogi                                                         | SA1            | 1995 | Sakata SAS                    | ASCII Corporation (JP)                    |
| Kirby Super Star NA JP Kirby's Fun Pak EU                              | SA1            | 1996 | HAL Laboratory                | Nintendo (NA) (JP) (EU)                   |
| Kirby's Dream Land 3                                                   | SA1            | 1997 | HAL Laboratory                | Nintendo (NA) (JP)                        |
| Marvelous: Mouhitotsu no Takarajima                                    | SA1            | 1996 | Nintendo R&D2                 | Nintendo (JP)                             |
| Masters New: Haruka Naru Augusta 3                                     | SA1            | 1995 | T&E Soft                      | T&E Soft (JP)                             |
| Mini 4WD Shining Scorpion Let's & Go!!                                 | SA1            | 1996 | KID                           | ASCII Corporation (JP)                    |
| Pebble Beach no Hotou: New Tournament Edition                          | SA1            | 1996 | T&E Soft                      | T&E Soft (JP)                             |
| Pachi-Slot Monogatari - PAL Kougyou Special                            | SA1            | 1995 |                               | Nihon Soft System (JP)                    |
| PGA European Tour                                                      | SA1            | 1996 | Halestorm                     | THQ / Black Pearl Software (NA) (EU)      |
| PGA Tour 96                                                            | SA1            | 1995 | Black Pearl Software          | Electronic Arts (NA) (EU)                 |
| Power Rangers Zeo: Battle Racers                                       | SA1            | 1996 | Natsume                       | Bandai (NA) (EU)                          |
| Pro Kishi Jinsei Simulation: Shōgi no Hanamichi                        | SA1            | 1996 | Access                        | Atlus (JP)                                |
| Saikousoku Shikou Shougi Mahjong                                       | SA1            | 1995 | Varie                         | Varie (JP)                                |
| SD F-1 Grand Prix                                                      | SA1            | 1995 | Video System                  | Video System (JP)                         |
| SD Gundam G NEXT                                                       | SA1            | 1995 | Japan Art Media               | Bandai (JP)                               |
| Shin Shogi Club                                                        | SA1            | 1995 |                               | Hect (JP)                                 |
| Shogi Saikyou                                                          | SA1            | 1995 |                               | Magical Company (JP)                      |
| Shogi Saikyou 2                                                        | SA1            | 1996 |                               | Magical Company (JP)                      |
| Super Bomberman Panic Bomber World                                     | SA1            | 1995 | Hudson Soft                   | Hudson Soft (JP)                          |
| Super Mario RPG: Legend of the Seven Stars                             | SA1            | 1996 | Square                        | Nintendo (NA) (JP)                        |
| Super Robot Taisen Gaiden: Masō Kishin - The Lord Of Elemental         | SA1            | 1996 | Winkysoft                     | Banpresto (JP)                            |
| Super Shougi 3: Kitaihei                                               | SA1            | 1995 |                               | I'Max (JP)                                |
| Taikyoku Igo: Idaten                                                   | SA1            | 1995 | Bullet Proof Software         | Bullet Proof Software (JP)                |
| Takemiya Masaki Kudan no Igo Taishou                                   | SA1            | 1995 |                               | KSS (JP)                                  |
| Star Ocean                                                             | S-DD1          | 1996 | tri-Ace                       | Enix (JP)                                 |
| Street Fighter Alpha 2 NA EU Street Fighter Zero 2 JP                  | S-DD1          | 1996 | Capcom                        | Capcom (NA) (JP) (EU)                     |
| Daikaijuu Monogatari II                                                | S-RTC          | 1996 | AIM, Birthday                 | Hudson Soft (JP)                          |
| Far East of Eden Zero (Tengai Makyou Zero)                             | SPC7110        | 1995 | Red Company                   | Hudson Soft (JP)                          |
| Momotaro Dentetsu Happy                                                | SPC7110        | 1996 | Make Software                 | Hudson Soft (JP)                          |
| Super Power League 4                                                   | SPC7110        | 1996 | Now Production                | Hudson Soft (JP)                          |
| F1 ROC II: Race of Champions NA Exhaust Heat II JP                     | ST010          | 1993 | SETA Corporation              | SETA Corporation (NA) (JP)                |
| Hayazashi Nidan Morita Shogi                                           | ST011          | 1993 | Random House                  | SETA Corporation (JP)                     |
| Hayazashi Nidan Morita Shogi 2                                         | ST018          | 1995 | Random House                  | SETA Corporation (JP)                     |
| Star Fox NA JP Starwing EU                                             | Super FX GSU-1 | 1993 | Nintendo EAD, Argonaut        | Nintendo (NA) (JP) (EU)                   |
| Stunt Race FX NA EU Wild Trax JP                                       | Super FX GSU-1 | 1994 | Nintendo EAD, Argonaut        | Nintendo (NA) (JP) (EU)                   |
| Vortex                                                                 | Super FX GSU-1 | 1994 | Argonaut Games                | Electro Brain (NA), Pack-In-Video (JP)    |
| Dirt Racer                                                             | Super FX GSU-1 | 1994 | MotiveTime                    | Elite Systems (EU)                        |
| Dirt Trax FX                                                           | Super FX GSU-1 | 1995 | Sculptured Software           | Acclaim Entertainment (NA)                |
| Super Mario World 2: Yoshi's Island NA EU Super Mario: Yossy Island JP | Super FX GSU-2 | 1995 | Nintendo EAD                  | Nintendo (NA) (JP) (EU)                   |
| Doom                                                                   | Super FX GSU-2 | 1995 | Sculptured Software           | Williams (NA), Imagineer (JP), Ocean (EU) |
| Winter Gold EU FX Skiing NA (cancelled)                                | Super FX GSU-2 | 1997 | Funcom                        | Nintendo (EU)                             |

1. ↑  On cartridges with DSP-1B installed, the plane in attract mode will crash.

Цей список в ОРВ

### Скасовані ігри
| Назва      | Мікросхема     | Рік | Розробник                    | Видавець                    |
| ---------- | -------------- | --- | ---------------------------- | --------------------------- |
| Star Fox 2 | Super FX GSU-1 | -   | Nintendo EAD, Argonaut Games | Nintendo                    |
| FX Fighter | Super FX GSU-2 | -   | Argonaut Games               | GTE Entertainment (NA) (EU) |
| Comanche   | Super FX GSU-2 | -   | Nova Logic                   | Nova Logic (NA)             |
| Powerslide | Super FX GSU-1 | -   | Elite Systems                | Elite Systems (EU)          |